# János Küküllei
János Tótsolymosi Apród Küküllei (1320 Šarišské Sokolovce – 1393) byl katolický kněz a kronikář.

## Života dílo
Na začátku své kariéry byl veřejným notářem na různých úsecích královské kanceláře. Od počátku 50. let 14. století zastával církevní úřad a obdržel řadu beneficií: v roce 1352 kanovník v Aradu a Egeru, v roce 1353 majitel kanonie v Záhřebu a Székesfehérváru a až do své smrti sedmihradský kanovník a arcikněz tehdejší župy Kis-Küküllő (česky Malá Tarnava), od roku 1358 kanovník ostřihomský, poté dvakrát vikář ostřihomského biskupa. Král Ludvík I. mu udělil zvláštní vyznamenání a roku 1358 z něj učinil zvláštního kaplana a hlavního notáře svého úřadu. V 60. letech 14. století po přestěhování na Visegrád ve 25 kapitolách popsal neapolské výpravy svého panovníka a po Ludvíkově smrti napsal 30 kapitol o jeho ctnostech. Životopis krále Ludvíka I. doplnil dílem zaznamenaným pod názvem Chronicon de Ludovico rege, což byl první světský životopis ve středověké maďarské literatuře.